# 奧米加鎮區 (愛荷華州奧布賴恩縣)
奧米加鎮區（英語：Omega Township）是位於美國愛荷華州奧布賴恩縣的一個行政鎮區。

## 地方資料
根據2010年美國人口普查的數據，奧米加鎮區的面積為91.36平方千米，當中陸地面積為91.36平方千米，而水域面積為0.00平方千米。當地共有人口223人，而人口密度為每平方千米2.44人。